# Силйоль
Силйо́ль або Сил-Йоль або Сив'є́ль (рос. Сылъёль, Сыл-Ёль, Сывъель) — річка в Республіці Комі, Росія, права притока річки Вася-Едейоль, правої притоки річки Югид-Вуктил, правої притоки річки Вуктил, правої притоки річки Печора. Протікає територією Вуктильського міського округу.
Річка протікає на південний захід та північний захід.